# ヒメキンポウゲ
ヒメキンポウゲ（学名: Halerpestes kawakamii）は、キンポウゲ科ヒメキンポウゲ属の多年草。砂浜海岸の湿地などに生育する。別名、ツルヒキノカサ。

## 特徴
植物体全体に無毛。地表に匐枝を伸ばし、その節から根を出し新苗をつくって増え、匐枝は長さ40cmになるものもある。根出葉は2-10個あり、葉身は楕円形で長さ1.5-3cm、幅0.5-1.5cm、先端が浅く3裂し、裂片は鈍頭、基部は円いか広い切形からくさび形になり、葉柄は長さ2.5-10cmと長い。
花期は6-10月。花茎は1-3個出て、高さ3-10cmになり、1-2回分枝するか分枝しない。花は黄色で、径6-7mm、単生するか、まばらに2-3個が集散花序につく。萼片は5個あり、広卵形で長さ3 mm、幅3 mm、舟形で平に開く。花弁は5個、楕円形からさじ形で、長さ2.5-4mm、幅1 mm、蜜腺は径0.2 mmで小凹点状になり、付属体はない。雄蕊は黄色で多数あり、葯は長さ0.5 mmになる円形で、花糸は長さ2-3mmになる。雌蕊も多数ある。果実は球形の集合果で、径5mmになり、果托に毛が生える。痩果は倒三角形で、長さ1 mm、側面に2-3個の稜があり、嘴は長さ0.3 mmで、先端はわずかに内曲する。染色体数は2n = 32。

## 分布と生育環境
日本固有種。関東地方以北の本州に分布するとされるが、千葉県、福島県、山形県では絶滅とされ、秋田県、宮城県、岩手県、青森県に分布する。砂浜海岸の湿地や潮だまりの縁の湿った岩の上に生育する。

## 名前の由来
和名ヒメキンポウゲは、植物学者の川上瀧彌 (1897)によって、川上の出身地である山形県庄内地方の植物調査がなされた結果、同県飽海郡吹浦村（現、遊佐町）採集のものが、Ranunculus sp. 新称「ひめきんぽうげ」として発表され、牧野富太郎 (1904) によって、新種 Ranunculus kawakamii Makino (1904) として記載発表された。その後、田村道夫 (1956) によって、ヒメキンポウゲ属 Halerpestes に入れられるべきとされ、Halerpestes kawakamii (Makino) Tamura (1956)に組み替えられた。
種小名（種形容語）kawakamii は、発見者で和名を「ひめきんぽうげ」として発表した川上瀧彌への献名。

## 種の保全状況評価
絶滅危惧II類 (VU)（環境省レッドリスト）
（2020年、環境省）

都道府県のレッドデータ、レッドリストの選定状況は次の通り。青森県-希少野生生物(Cランク)、岩手県-Aランク、宮城県-絶滅危惧I類(CR+EN)、秋田県-絶滅危惧IA類(CR)、山形県-絶滅(EX)、福島県-絶滅(EX)、千葉県-消息不明・絶滅生物(X)

## ギャラリー

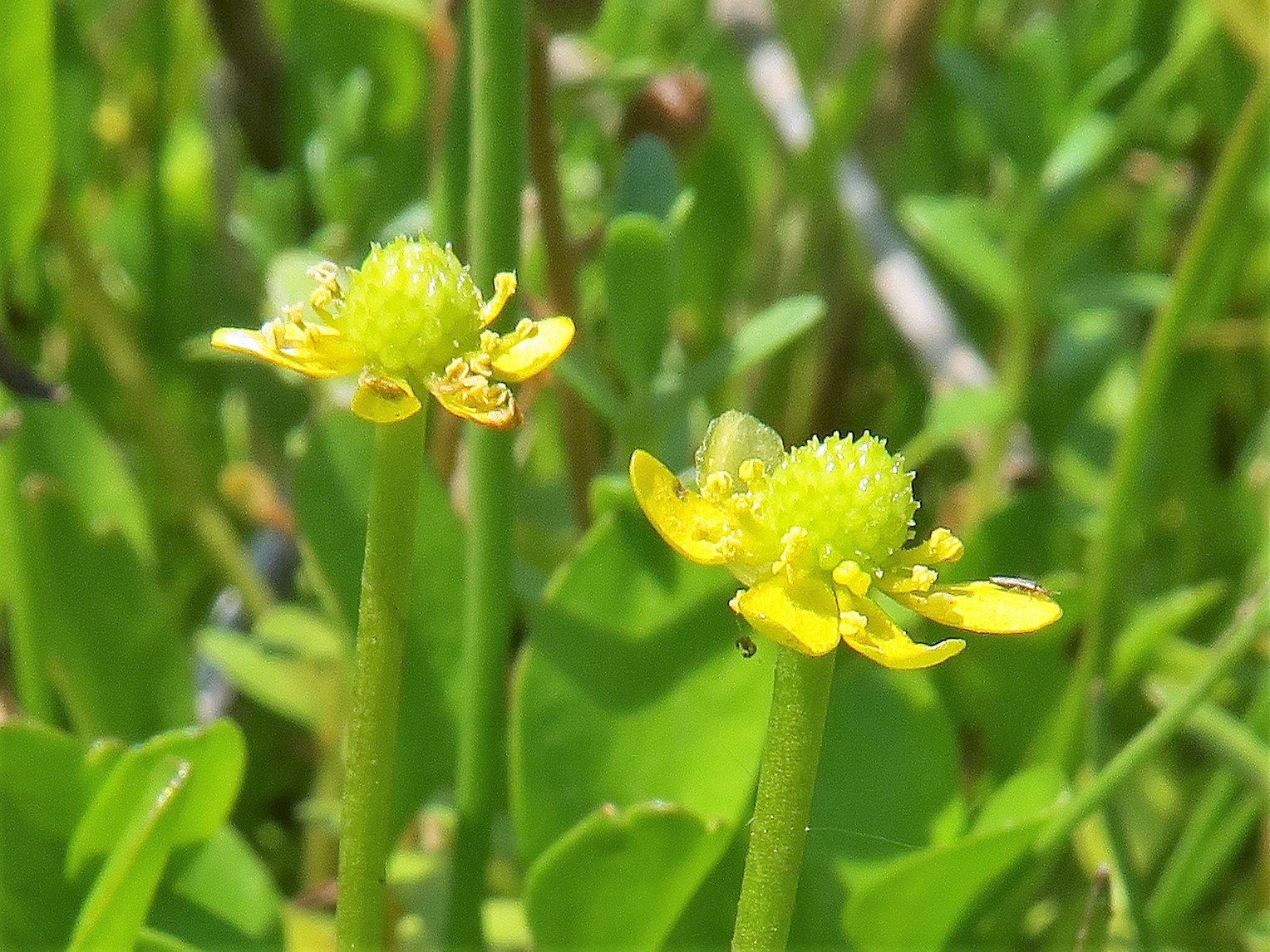
花は黄色で、花弁は5個、楕円形からさじ形。雄蕊および雌蕊は多数ある。
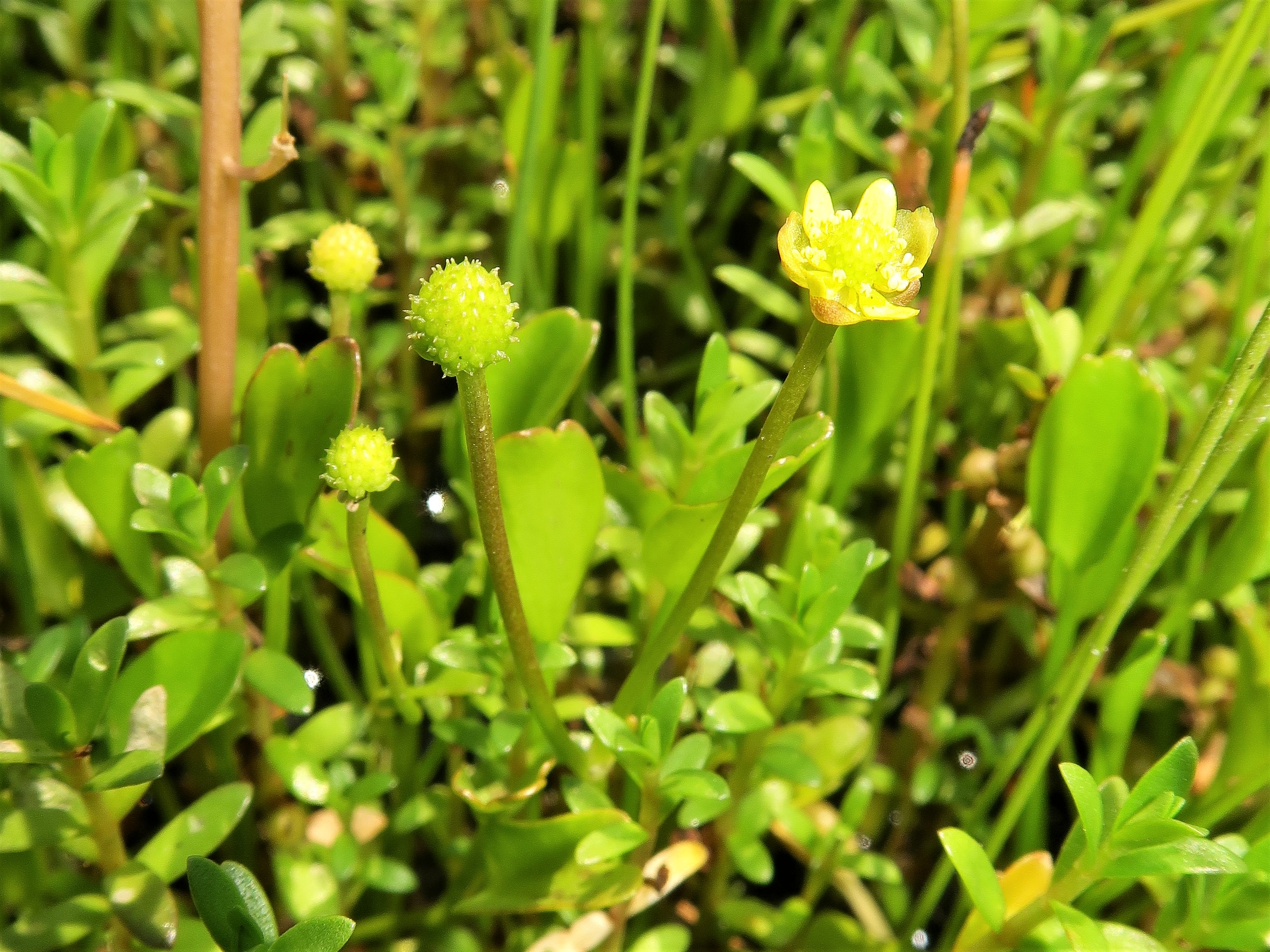
果実は球形の集合果になる。痩果は倒三角形で、嘴の先端はわずかに内曲する。
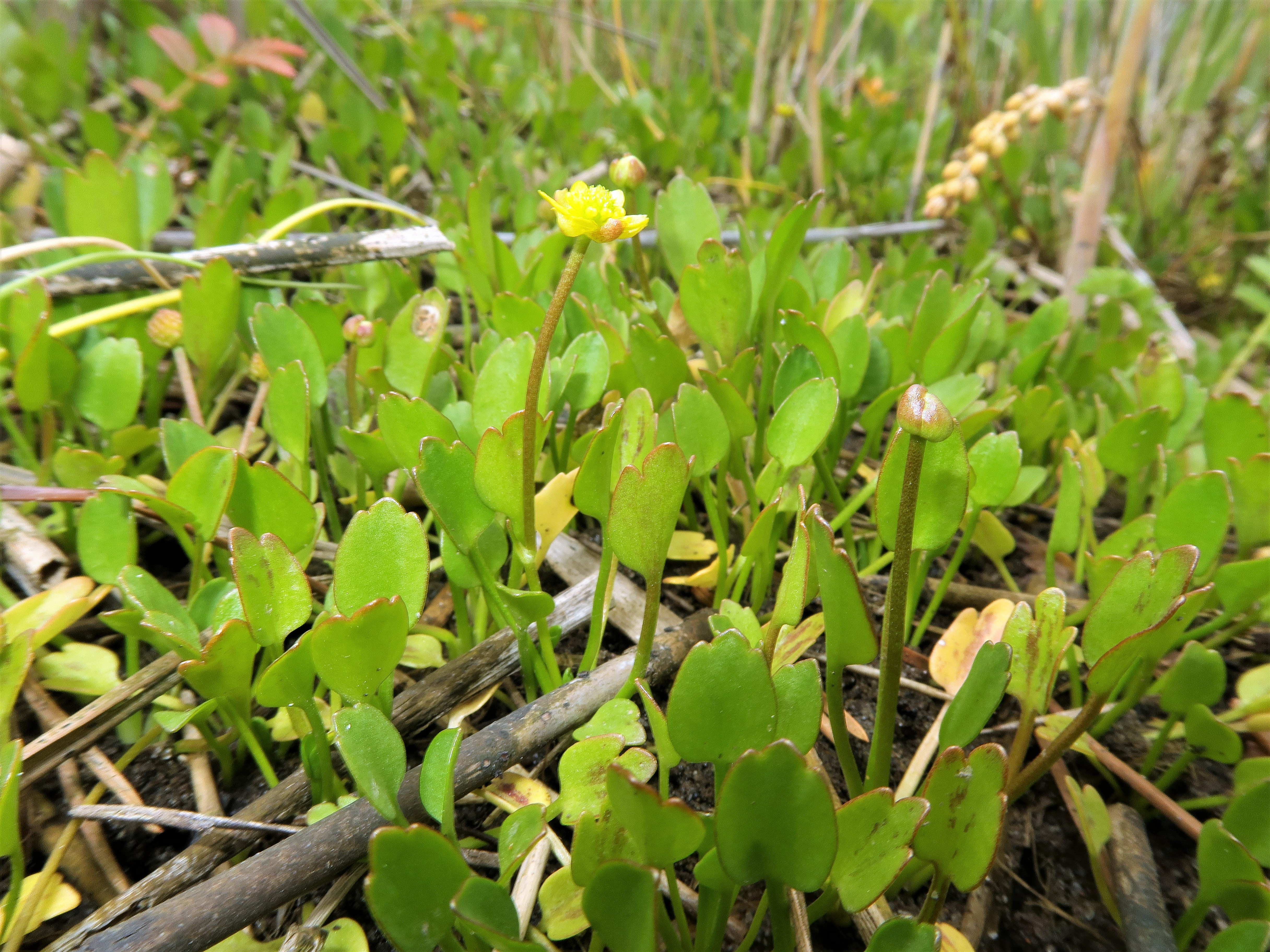
葉身は楕円形で、先端が浅く3裂し、裂片は鈍頭、基部は円いか広い切形からくさび形になり、葉柄は長い。
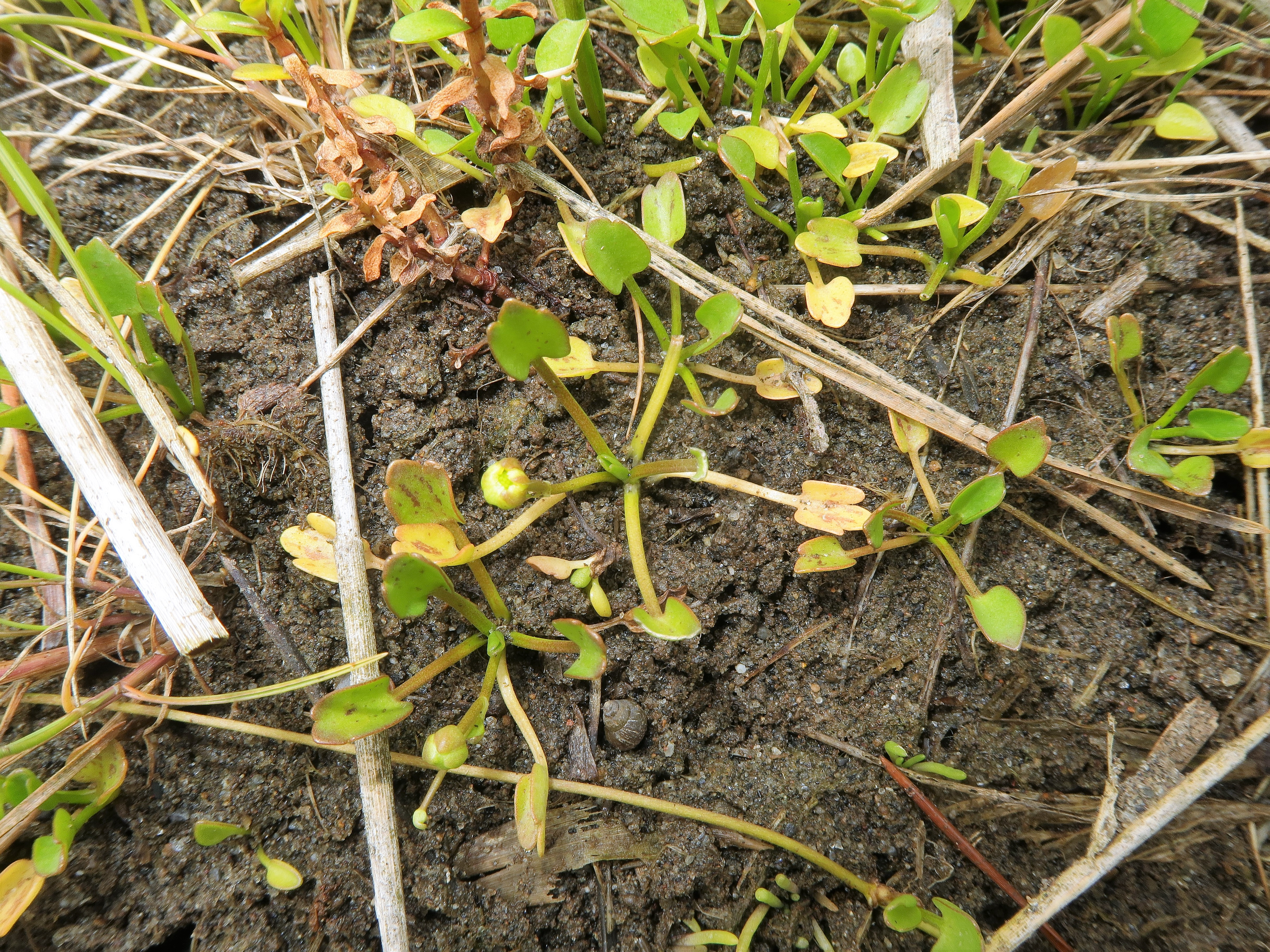
根出葉のようす。写真下部に長い匐枝が見える。
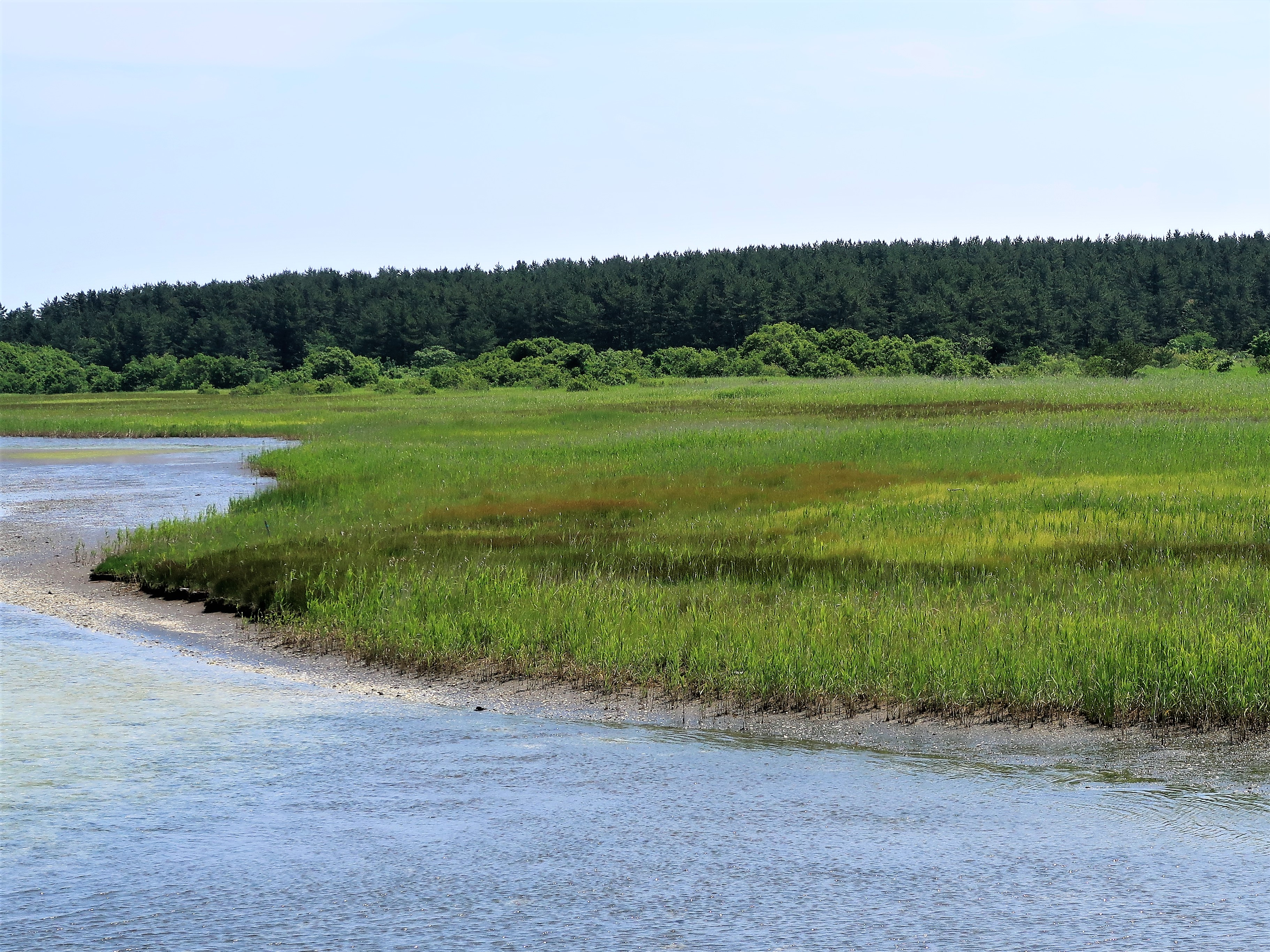
生育環境。河川の河口部近くの湿地。青森県下北半島。

## ヒメキンポウゲ属
ヒメキンポウゲ属（Halerpestes Greene (1900)）は、キンポウゲ科の属。多年草で、汽水域の湿地、内陸部にあっては塩分の多い湖畔の湿地などに生育する。根出葉は単葉で叢生し、葉身は楕円形から長楕円形で、縁は全縁か3鋸歯になるかまたは3深裂する。花は両性で黄色、萼片は5個、花弁は5-12個あり、花弁基部の近くに蜜腺があるが痕跡的になる傾向がある。このため、同科キンポウゲ属のうち、蜜腺が退化的であるバイカモ類のように虫媒花でない可能性がある。雄蕊および雌蕊は多数ある。キンポウゲ属との基本的な違いは痩果の構造の違いによる。キンポウゲ属の痩果の側面には稜がないが、本属の痩果の側面には縦に走る2-3個の稜があり、さらにその稜をつなぐ斜めの稜がある。また、痩果の果皮が薄く、種子との間に空隙ができ、水中ではその空隙に気泡が入ることにより、痩果は水底に沈まない。アジア、南北アメリカの温帯に分布し、約10種ある。日本にはヒメキンポウゲ1種が分布する。